# Chaîne Teton
La chaîne Teton (ou « chaîne des Tétons » et Teton Range en anglais), culminant à 4 197 m au Grand Teton, est une chaîne de montagnes appartenant aux montagnes Rocheuses dans l'État du Wyoming à l'Ouest des États-Unis. 

## Toponymie
Les premiers trappeurs et coureurs des bois français lui donnèrent son nom (« les Trois Tétons ») dans les années 1820 pour la forme qu'aurait le Grand Teton vu du nord.

## Géographie

### Situation, topographie
La chaîne Teton se trouve dans l'État du Wyoming, près de la limite avec l'Idaho, juste au sud du parc national de Yellowstone. Les principaux sommets du chaînon central, aussi désigné sous le nom de Cathedral Group, sont le Grand Teton (4 197 m), le mont Owen (3 940 m), le mont Moran (3 842 m), le Teewinot (3 757 m), Middle Teton (3 903 m) et South Teton (3 814 m). Parmi les autres sommets, on trouve le mont Wister, Buck Mountain et le pic Static.
Douze sommets s'élèvent à plus de 3 600 m. La majeure partie de la chaîne se trouve dans le parc national de Grand Teton.
Ce qui rend la chaîne Teton si spectaculaire visuellement, en particulier quand on la considère depuis Jackson Hole, c'est l'absence de piémont pour faire la transition entre les plaines environnantes et la chaîne. Celle-ci domine ainsi de 1 500 à environ 2 100 mètres les alentours.

### Géologie

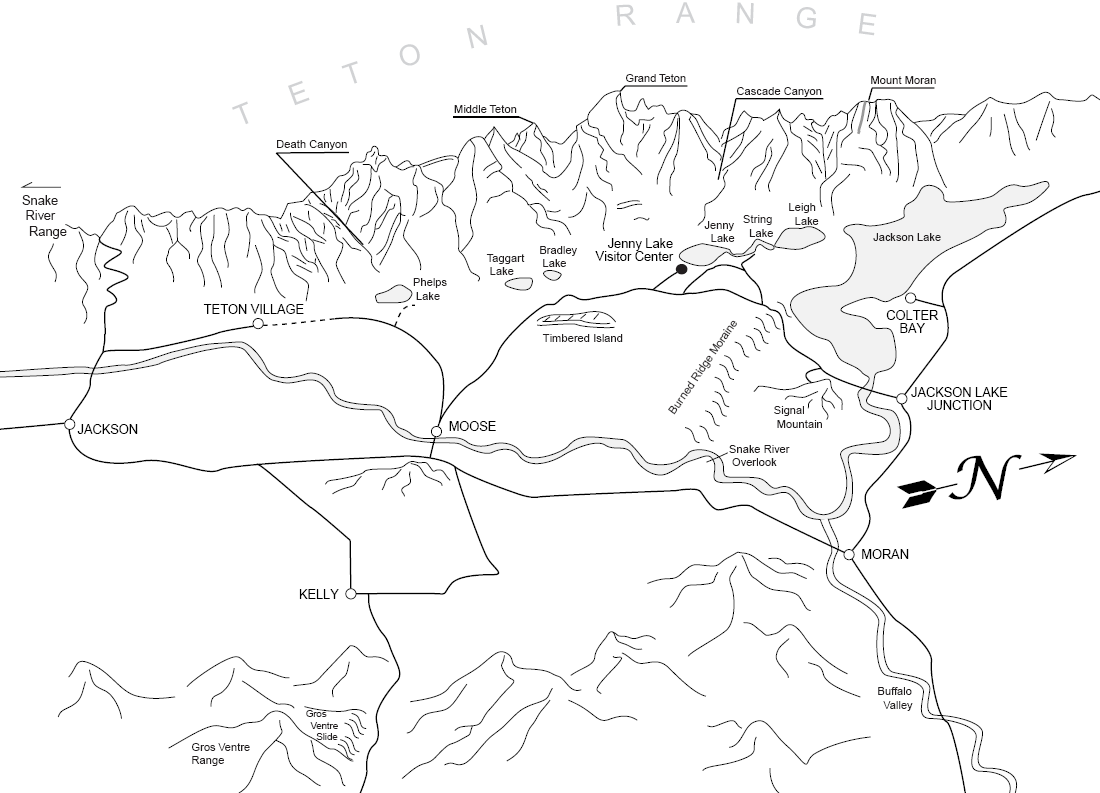
Schéma représentant la chaîne Teton.

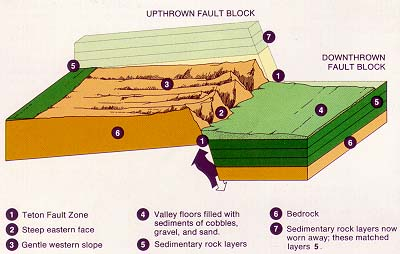
La naissance de la chaîne Teton.

La chaîne Teton s'est formée sur un axe nord-sud il y a six à neuf millions d'années, ce qui en fait la plus jeune chaîne de l'ensemble des montagnes Rocheuses, lorsque le bloc situé à l'ouest de la faille de Teton s'est élevé alors que le bloc de l'est s'est effondré, donnant naissance à une vallée appelée « Jackson Hole ».
Si les pics centraux sont composés de granite, l'essentiel de la chaîne Teton est formé de gneiss métamorphique.

Vue panoramique de la chaîne des Tétons depuis Jackson Hole.

## Histoire
L'exploration géographique commence réellement à la fin du XIXe siècle et amène les topographes à escalader plusieurs sommets. Le Grand Teton, point culminant de la chaîne, est gravi en 1898 par William Owen, Franklin Spalding, John Shive et Frank Peterson.
En 1923, l'intérêt pour la chaîne Teton renaît avec la conquête du Middle Teton et du mont Moran. En 1931, Robert Underhill et Fritiof Fryxell gravissent l'arête nord du Grand Teton.
L'exploration du massif se conclut avec des alpinistes comme Fred Beckey, Yvon Chouinard, John Gill et William Unsoeld. Yvon Chouinard y fait de nombreuses premières ascensions telles que la face est du pic Yosemite, la face nord du pic Disappointment, No Escape Buttresse au mont Moran, la face sud du Death Canyon et la face sud du pic Bivouac.